# Luzuriaga (Argentine)
Pour les articles homonymes, voir Luzuriaga.
Luzuriaga est une localité argentine située dans le département de Maipú, province de Mendoza.

## Toponymie
Elle tient son nom en l'honneur du héros Toribio de Luzuriaga qui a participé à la campagne de libération de l'Argentine, du Chili et du Pérou.

## Transports
De nombreuses lignes de bus de Mendoza et la Metrotranvía de Mendoza passent par Luzuriaga ; trois arrêts de bus et l'atelier ferroviaire sont situés dans la ville.

## Culture
Armando Tejada Gómez, l'un des plus importants auteurs du folklore argentin, a vécu la majeure partie de sa vie à Luzuriaga, dans la maison qu'il possédait rue República de Siria, dans le quartier de Vargas. En raison de la relation étroite que le poète entretenait avec Mercedes Sosa, l'artiste a vécu pendant plus de deux ans dans cette propriété. La maison conserve encore la structure originale de l'époque où ils y vivaient.

## Religion
| Église catholique | Église catholique         |
| Archidiocèse      | Mendoza                   |
| ----------------- | ------------------------- |
| Paroisse          | María Madre de la Iglesia |